# Chinese Basketball Association 2019-20
La Chinese Basketball Association 2019-20 es la edición número 25 de la CBA, la primera división del baloncesto profesional de China. La principal novedad de la temporada es la ampliación de 10 a 12 equipos con acceso a los playoffs.

## Cambios en los equipos
Cinco equipos cambiaron sus apodos esta temporada, los Beikong Fly Dragons se convirtieron en los Beikong Royal Fighters, los Guangzhou Long-Lions pasaron a ser los Guangzhou Loong-Lions, los Shandong Golden Stars pasaron a ser los Shandong Heroes, los Shenzhen Leopards se convitieron en Shenzhen Aviatorsy y los Tianjin Gold Lions en los Tianjin Pioneers.
Los cambios forman parte de un proceso para eliminar los apodos duplicados en el menor tiempo posible. Hay todavía tres equipos usando Tigers como mascotas, dos de los cuales ahora tienen Loong(s) - el término Cantonés para Dragón(es) - en sus apodos, así como dos que continúan comercializándose como Beijing y dos como Zhejiang.

## Parón por el coronavirus
El 30 de enero de 2020 se decidió parar la competición a consecuencia de la epidemia de coronavirus. Está previsto que se reanude la competición el 1 de abril.

## Política de jugadores extranjeros
Todos los equipos a excepción de los Bayi Rockets tenían la opción de contar con dos jugadores extranjeros. Los últimos cuatro de la temporada anterior (a excepción de Bayi) pudieron contratar además un jugador extra asiático.

### Lista de jugadores extranjeros
| Equipo                    | Jugador 1        | Jugador 2          | Jugador de Asia  | Inactivos o reemplazados    |
| ------------------------- | ---------------- | ------------------ | ---------------- | --------------------------- |
| Bayi Rockets              | –                | –                  | -                | –                           |
| Beijing Ducks             | Jeremy Lin       | Justin Hamilton    | N/A              | Ekpe Udoh                   |
| Beijing Royal Fighters    | Kyle Fogg        | Jason Thompson     | Sani Sakakini    | -                           |
| Fujian Sturgeons          | Ty Lawson        | Erick Green        | N/A              | Amar'e Stoudemire           |
| Guangdong Southern Tigers | MarShon Brooks   | Sonny Weems        | N/A              | -                           |
| Guangzhou Loong Lions     | Keifer Sykes     | Andrew Nicholson   | N/A              | C.J. Harris                 |
| Jiangsu Dragons           | Antonio Blakeney | Miroslav Raduljica | N/A              | -                           |
| Jilin Northeast Tigers    | Dominique Jones  | Eli Holman         | N/A              | Alex Poythress              |
| Liaoning Flying Leopards  | Lance Stephenson | Brandon Bass       | N/A              | -                           |
| Nanjing Monkey Kings      | Joe Young        | Hamed Haddadi      | Behnam Yakhchali | Guerschon Yabusele          |
| Qingdao Eagles            | Darius Adams     | Dakari Johnson     | N/A              | Kenny Boynton               |
| Shandong Heroes           | Lester Hudson    | James Mays         | N/A              | Isaiah Canaan Wayne Selden  |
| Shanghai Sharks           | James Nunnally   | Donatas Motiejunas | N/A              | -                           |
| Shanxi Loongs             | Jamaal Franklin  | Malcolm Thomas     | N/A              | Eric Moreland               |
| Shenzhen Aviators         | Pierre Jackson   | Shabazz Muhammad   | N/A              | -                           |
| Sichuan Blue Whales       | Courtney Fortson | Thomas Robinson    | N/A              | Jerryd Bayless Maciej Lampe |
| Tianjin Pioneers          | Chasson Randle   | Marko Todorovic    | N/A              | -                           |
| Xinjiang Flying Tigers    | Kay Felder       | Jarnell Stokes     | N/A              | Ian Clark                   |
| Zhejiang Golden Bulls     | Marcus Denmon    | Sylven Landesberg  | N/A              | -                           |
| Zhejiang Guangsha Lions   | Aaron Jackson    | Jalen Reynolds     | N/A              | -                           |

## Clasificación

### Temporada regular
| Pos. | Equipo                    | PJ | G  | P  | PF   | PC   | DP   | Pts |
| ---- | ------------------------- | -- | -- | -- | ---- | ---- | ---- | --- |
| 1    | Guangdong Southern Tigers | 30 | 28 | 2  | 3619 | 3110 | +509 | 58  |
| 2    | Xinjiang Flying Tigers    | 29 | 22 | 7  | 3371 | 3102 | +269 | 51  |
| 3    | Liaoning Flying Leopards  | 30 | 20 | 10 | 3304 | 3167 | +137 | 50  |
| 4    | Shandong Heroes           | 30 | 19 | 11 | 3198 | 3050 | +148 | 49  |
| 5    | Beijing Royal Fighters    | 30 | 19 | 11 | 3107 | 3024 | +83  | 49  |
| 6    | Zhejiang Lions            | 30 | 19 | 11 | 3172 | 3036 | +136 | 49  |
| 7    | Jilin Northeast Tigers    | 30 | 19 | 11 | 3245 | 3115 | +130 | 49  |
| 8    | Beijing Ducks             | 30 | 19 | 11 | 2886 | 2845 | +41  | 49  |
| 9    | Qingdao Eagles            | 29 | 18 | 11 | 3308 | 3118 | +190 | 47  |
| 10   | Shanxi Loongs             | 30 | 18 | 12 | 3146 | 3046 | +100 | 48  |
| 11   | Zhejiang Golden Bulls     | 30 | 18 | 12 | 3368 | 3204 | +164 | 48  |
| 12   | Fujian Sturgeons          | 30 | 13 | 17 | 3353 | 3362 | −9   | 43  |
| 13   | Shenzhen Aviators         | 30 | 13 | 17 | 3008 | 3084 | −76  | 43  |
| 14   | Nanjing Monkey King       | 30 | 12 | 18 | 3154 | 3286 | −132 | 42  |
| 15   | Jiangsu Dragons           | 30 | 11 | 19 | 3099 | 3232 | −133 | 41  |
| 16   | Shanghai Sharks           | 30 | 9  | 21 | 2983 | 3201 | −218 | 39  |
| 17   | Sichuan Blue Whales       | 30 | 8  | 22 | 3012 | 3273 | −261 | 38  |
| 18   | Guangzhou Loong Lions     | 30 | 6  | 24 | 3143 | 3386 | −243 | 36  |
| 19   | Tianjin Pioneers          | 30 | 6  | 24 | 2918 | 3314 | −396 | 36  |
| 20   | Bayi Rockets              | 30 | 2  | 28 | 2830 | 3269 | −439 | 32  |

 Fuente: eurobasket.com

### Segunda fase
| Pos. | Equipo                    | PJ | G | P | PF  | PC  | DP   | Pts | Clasificación o descenso           |
| ---- | ------------------------- | -- | - | - | --- | --- | ---- | --- | ---------------------------------- |
| 1    | Guangdong Southern Tigers | 7  | 7 | 0 | 900 | 651 | +249 | 14  | Clasificación a los playoffs       |
| 2    | Zhejiang Lions            | 6  | 5 | 1 | 317 | 553 | −236 | 11  | Clasificación a los playoffs       |
| 3    | Fujian Sturgeons          | 7  | 5 | 2 | 780 | 753 | +27  | 12  | Clasificación a los playoffs       |
| 4    | Beijing Ducks             | 7  | 5 | 2 | 320 | 580 | −260 | 12  | Clasificación a los playoffs       |
| 5    | Zhejiang Golden Bulls     | 6  | 4 | 2 | 606 | 583 | +23  | 10  | Clasificación fase previa playoffs |
| 6    | Beijing Royal Fighters    | 6  | 4 | 2 | 629 | 659 | −30  | 10  | Clasificación fase previa playoffs |
| 7    | Shenzhen Aviators         | 7  | 4 | 3 | 682 | 691 | −9   | 11  | Clasificación fase previa playoffs |
| 8    | Xinjiang Flying Tigers    | 7  | 4 | 3 | 643 | 611 | +32  | 11  | Clasificación fase previa playoffs |
| 9    | Liaoning Flying Leopards  | 6  | 3 | 3 | 607 | 573 | +34  | 9   | Clasificación fase previa playoffs |
| 10   | Shanxi Loongs             | 6  | 3 | 3 | 565 | 581 | −16  | 9   | Clasificación fase previa playoffs |
| 11   | Nanjing Monkey King       | 6  | 3 | 3 | 592 | 623 | −31  | 9   | Clasificación fase previa playoffs |
| 12   | Jiangsu Dragons           | 7  | 3 | 4 | 694 | 740 | −46  | 10  | Clasificación fase previa playoffs |
| 13   | Qingdao Eagles            | 7  | 3 | 4 | 657 | 676 | −19  | 10  |                                    |
| 14   | Guangzhou Loong Lions     | 7  | 3 | 4 | 667 | 679 | −12  | 10  |                                    |
| 15   | Shandong Heroes           | 6  | 2 | 4 | 527 | 538 | −11  | 8   |                                    |
| 16   | Jilin Northeast Tigers    | 6  | 2 | 4 | 631 | 636 | −5   | 8   |                                    |
| 17   | Sichuan Blue Whales       | 6  | 2 | 4 | 494 | 512 | −18  | 8   |                                    |
| 18   | Shanghai Sharks           | 6  | 1 | 5 | 512 | 583 | −71  | 7   |                                    |
| 19   | Bayi Rockets              | 6  | 1 | 5 | 509 | 569 | −60  | 7   |                                    |
| 20   | Tianjin Pioneers          | 6  | 0 | 6 | 519 | 660 | −141 | 6   |                                    |

 Fuente: eurobasket.com

## Playoffs
|  | 1ª ronda      | 1ª ronda               | 1ª ronda                  |                          |   | Cuartos de final | Cuartos de final | Cuartos de final |  |   | Semifinales               | Semifinales   | Semifinales   |  |   | Finales                   | Finales       | Finales       |  |
|  | Partido único | Partido único          | Partido único             |                          |   | Partido único    | Partido único    | Partido único    |  |   | Al mejor de 3             | Al mejor de 3 | Al mejor de 3 |  |   | Al mejor de 3             | Al mejor de 3 | Al mejor de 3 |  |
|  |               |                        |                           |                          |   |                  |                  |                  |  |   |                           |               |               |  |   |                           |               |               |  |
|  |               |                        |                           |                          |   |                  |                  |                  |  |   |                           |               |               |  |   |                           |               |               |  |
|  |               |                        |                           |                          |   |                  |                  |                  |  |   |                           |               |               |  |   |                           |               |               |  |
|  |               |                        |                           |                          |   |                  |                  |                  |  |   |                           |               |               |  |   |                           |               |               |  |
|  |               |                        |                           |                          |   |                  |                  |                  |  |   |                           |               |               |  |   |                           |               |               |  |
|  |               | 1                      | Guangdong Southern Tigers | 1                        |   |                  |                  |                  |  |   |                           |               |               |  |   |                           |               |               |  |
|  |               |                        |                           | 1                        |   |                  |                  |                  |  |   |                           |               |               |  |   |                           |               |               |  |
|  |               |                        | 8                         | Qingdao Eagles           | 0 |                  |                  |                  |  |   |                           |               |               |  |   |                           |               |               |  |
|  | 8             | Qingdao Eagles         | 8                         | Qingdao Eagles           | 0 | 1                |                  |                  |  |   |                           |               |               |  |   |                           |               |               |  |
|  | 8             | Qingdao Eagles         |                           |                          |   |                  |                  |                  |  |   |                           |               |               |  |   |                           |               |               |  |
|  | 9             | Shandong Heroes        | 0                         |                          |   |                  |                  |                  |  |   |                           |               |               |  |   |                           |               |               |  |
|  | 9             | Shandong Heroes        | 0                         |                          |   |                  |                  |                  |  | 1 | Guangdong Southern Tigers | 2             |               |  |   |                           |               |               |  |
|  |               |                        |                           |                          |   |                  |                  |                  |  | 1 | Guangdong Southern Tigers | 2             |               |  |   |                           |               |               |  |
|  |               |                        | 4                         | Beijing Ducks            | 1 |                  |                  |                  |  |   |                           |               |               |  |   |                           |               |               |  |
|  |               |                        | 4                         | Beijing Ducks            | 1 |                  |                  |                  |  |   |                           |               |               |  |   |                           |               |               |  |
|  |               |                        |                           |                          |   |                  |                  |                  |  |   |                           |               |               |  |   |                           |               |               |  |
|  |               |                        |                           |                          |   |                  |                  |                  |  |   |                           |               |               |  |   |                           |               |               |  |
|  |               | 4                      | Beijing Ducks             | 1                        |   |                  |                  |                  |  |   |                           |               |               |  |   |                           |               |               |  |
|  |               |                        |                           | 1                        |   |                  |                  |                  |  |   |                           |               |               |  |   |                           |               |               |  |
|  |               |                        | 12                        | Fujian Sturgeons         | 0 |                  |                  |                  |  |   |                           |               |               |  |   |                           |               |               |  |
|  | 5             | Zhejiang Lions         | 12                        | Fujian Sturgeons         | 0 | 0                |                  |                  |  |   |                           |               |               |  |   |                           |               |               |  |
|  | 5             | Zhejiang Lions         |                           |                          |   |                  |                  |                  |  |   |                           |               |               |  |   |                           |               |               |  |
|  | 12            | Fujian Sturgeons       | 1                         |                          |   |                  |                  |                  |  |   |                           |               |               |  |   |                           |               |               |  |
|  | 12            | Fujian Sturgeons       | 1                         |                          |   |                  |                  |                  |  |   |                           |               |               |  | 1 | Guangdong Southern Tigers | 2             |               |  |
|  |               |                        |                           |                          |   |                  |                  |                  |  |   |                           |               |               |  | 1 | Guangdong Southern Tigers | 2             |               |  |
|  |               |                        | 3                         | Liaoning Flying Leopards | 1 |                  |                  |                  |  |   |                           |               |               |  |   |                           |               |               |  |
|  |               |                        | 3                         | Liaoning Flying Leopards | 1 |                  |                  |                  |  |   |                           |               |               |  |   |                           |               |               |  |
|  |               |                        |                           |                          |   |                  |                  |                  |  |   |                           |               |               |  |   |                           |               |               |  |
|  |               |                        |                           |                          |   |                  |                  |                  |  |   |                           |               |               |  |   |                           |               |               |  |
|  |               | 3                      | Liaoning Flying Leopards  | 1                        |   |                  |                  |                  |  |   |                           |               |               |  |   |                           |               |               |  |
|  |               |                        |                           | 1                        |   |                  |                  |                  |  |   |                           |               |               |  |   |                           |               |               |  |
|  |               |                        | 6                         | Zhejiang Golden Bulls    | 0 |                  |                  |                  |  |   |                           |               |               |  |   |                           |               |               |  |
|  | 6             | Zhejiang Golden Bulls  | 6                         | Zhejiang Golden Bulls    | 0 | 1                |                  |                  |  |   |                           |               |               |  |   |                           |               |               |  |
|  | 6             | Zhejiang Golden Bulls  |                           |                          |   |                  |                  |                  |  |   |                           |               |               |  |   |                           |               |               |  |
|  | 11            | Shanxi Loongs          | 0                         |                          |   |                  |                  |                  |  |   |                           |               |               |  |   |                           |               |               |  |
|  | 11            | Shanxi Loongs          | 0                         |                          |   |                  |                  |                  |  | 3 | Liaoning Flying Leopards  | 2             |               |  |   |                           |               |               |  |
|  |               |                        |                           |                          |   |                  |                  |                  |  | 3 | Liaoning Flying Leopards  | 2             |               |  |   |                           |               |               |  |
|  |               |                        | 2                         | Xinjiang Flying Tigers   | 0 |                  |                  |                  |  |   |                           |               |               |  |   |                           |               |               |  |
|  |               |                        | 2                         | Xinjiang Flying Tigers   | 0 |                  |                  |                  |  |   |                           |               |               |  |   |                           |               |               |  |
|  |               |                        |                           |                          |   |                  |                  |                  |  |   |                           |               |               |  |   |                           |               |               |  |
|  |               |                        |                           |                          |   |                  |                  |                  |  |   |                           |               |               |  |   |                           |               |               |  |
|  |               | 2                      | Xinjiang Flying Tigers    | 1                        |   |                  |                  |                  |  |   |                           |               |               |  |   |                           |               |               |  |
|  |               |                        |                           | 1                        |   |                  |                  |                  |  |   |                           |               |               |  |   |                           |               |               |  |
|  |               |                        | 7                         | Beijing Royal Fighters   | 0 |                  |                  |                  |  |   |                           |               |               |  |   |                           |               |               |  |
|  | 7             | Beijing Royal Fighters | 7                         | Beijing Royal Fighters   | 0 | 1                |                  |                  |  |   |                           |               |               |  |   |                           |               |               |  |
|  | 7             | Beijing Royal Fighters |                           |                          |   |                  |                  |                  |  |   |                           |               |               |  |   |                           |               |               |  |
|  | 10            | Jilin Northeast Tigers | 0                         |                          |   |                  |                  |                  |  |   |                           |               |               |  |   |                           |               |               |  |
|  | 10            | Jilin Northeast Tigers | 0                         |                          |   |                  |                  |                  |  |   |                           |               |               |  |   |                           |               |               |  |
|  |               |                        |                           |                          |   |                  |                  |                  |  |   |                           |               |               |  |   |                           |               |               |  |

### Primera ronda

#### (5) Zhejiang Lions vs. (12) Fujian Sturgeons
| 31 de julio de 2020 | Zhejiang Lions                        | 119–132                               | Fujian Sturgeons                      |                                                                                              |  |
| 15:00               | Parciales: 34–34, 27–34, 31–31, 27–33 | Parciales: 34–34, 27–34, 31–31, 27–33 | Parciales: 34–34, 27–34, 31–31, 27–33 |                                                                                              |  |
|                     |                                       | Reporte                               |                                       | Pabellón: Qingdao Guoxin Gymnasium, Qingdao Árbitros: Liang Bin, Yang Xiaoguang, Li Chengxin |  |

#### (6) Zhejiang Golden Bulls vs. (11) Shanxi Loongs
| 1 de agosto de 2020 | Zhejiang Golden Bulls                 | 91–82                                 | Shanxi Loongs                         |                                                                                          |  |
| 15:00               | Parciales: 22–18, 28–23, 27–25, 14–16 | Parciales: 22–18, 28–23, 27–25, 14–16 | Parciales: 22–18, 28–23, 27–25, 14–16 |                                                                                          |  |
|                     |                                       | Reporte                               |                                       | Pabellón: Qingdao Guoxin Gymnasium, Qingdao Árbitros: Xia Chun, Yang Hongfeng, Zhang Lei |  |

#### (7) Beijing Royal Fighters vs. (10) Jilin Northeast Tigers
| 1 de agosto de 2020 | Beijing Royal Fighters                | 108–106                               | Jilin Northeast Tigers                |                                                                                          |  |
| 20:00               | Parciales: 27–29, 24–29, 26–17, 31–31 | Parciales: 27–29, 24–29, 26–17, 31–31 | Parciales: 27–29, 24–29, 26–17, 31–31 |                                                                                          |  |
|                     |                                       | Reporte                               |                                       | Pabellón: Qingdao Guoxin Gymnasium, Qingdao Árbitros: Cui Zhexiong, Ye Nan, Wei Guoliang |  |

#### (8) Qingdao Eagles vs. (9) Shandong Heroes
| 31 de julio de 2020 | Qingdao Eagles                        | 129–120                               | Shandong Heroes                       |                                                                                      |  |
| 20:00               | Parciales: 28–30, 33–20, 30–36, 38–34 | Parciales: 28–30, 33–20, 30–36, 38–34 | Parciales: 28–30, 33–20, 30–36, 38–34 |                                                                                      |  |
|                     |                                       | Boxscore                              |                                       | Pabellón: Qingdao Guoxin Gymnasium, Qingdao Árbitros: Song Xiaojing, Yan Jun, Han Xu |  |

### Cuartos de final

#### (1) Guangdong Southern Tigers vs. (8) Qingdao Eagles
| 2 de agosto de 2020 | Guangdong Southern Tigers             | 110–88                                | Qingdao Eagles                        |                                                                                    |  |
| 15:00               | Parciales: 28–14, 22–19, 28–24, 32–31 | Parciales: 28–14, 22–19, 28–24, 32–31 | Parciales: 28–14, 22–19, 28–24, 32–31 |                                                                                    |  |
|                     |                                       | Reporte                               |                                       | Pabellón: Qingdao Guoxin Gymnasium, Qingdao Árbitros: Yan Jun, Xin Genwei, Guo Nan |  |

#### (2) Xinjiang Flying Tigers vs. (7) Beijing Royal Fighters
| 3 de agosto de 2020 | Xinjiang Flying Tigers                | 103–91                                | Beijing Royal Fighters                |                                                                                |  |
| 15:00               | Parciales: 25–24, 22–21, 31–24, 25–22 | Parciales: 25–24, 22–21, 31–24, 25–22 | Parciales: 25–24, 22–21, 31–24, 25–22 |                                                                                |  |
|                     |                                       | Reporte                               |                                       | Pabellón: Qingdao Guoxin Gymnasium, Qingdao Árbitros: Xia Chun, Yan Jun, Hu Ji |  |

#### (3) Liaoning Flying Leopards vs. (6) Zhejiang Golden Bulls
| 3 de agosto de 2020 | Liaoning Flying Leopards              | 127–123                               | Zhejiang Golden Bulls                 |                                                                                         |  |
| 20:00               | Parciales: 30–32, 34–34, 32–29, 31–28 | Parciales: 30–32, 34–34, 32–29, 31–28 | Parciales: 30–32, 34–34, 32–29, 31–28 |                                                                                         |  |
|                     |                                       | Reporte                               |                                       | Pabellón: Qingdao Guoxin Gymnasium, Qingdao Árbitros: Liang Bin, Ye Nan, Yang Xiaoguang |  |

#### (4) Beijing Ducks vs. (12) Fujian Sturgeons
| 2 de agosto de 2020 | Beijing Ducks                         | 107–75                                | Fujian Sturgeons                      |                                                                                   |  |
| 20:00               | Parciales: 30–15, 32–13, 26–27, 19–20 | Parciales: 30–15, 32–13, 26–27, 19–20 | Parciales: 30–15, 32–13, 26–27, 19–20 |                                                                                   |  |
|                     |                                       | Reporte                               |                                       | Pabellón: Qingdao Guoxin Gymnasium, Qingdao Árbitros: Xia Chun, Liang Bin, Ye Nan |  |

### Semifinales

#### (1) Guangdong Southern Tigers vs. (4) Beijing Ducks
| 4 de agosto de 2020              | Guangdong Southern Tigers                         | 111–109                                           | Beijing Ducks                                     |                                                                                        |  |  |
| 20:00                            | Parciales: 27–26, 21–33, 19–24, 37–21 (T.E.: 7–5) | Parciales: 27–26, 21–33, 19–24, 37–21 (T.E.: 7–5) | Parciales: 27–26, 21–33, 19–24, 37–21 (T.E.: 7–5) |                                                                                        |  |  |
|                                  |                                                   | Reporte                                           |                                                   | Pabellón: Qingdao Guoxin Gymnasium, Qingdao Árbitros: Liang Bin, Ye Nan, Jiang Zhiyuan |  |  |
| Guangdong lidera las series, 1-0 |                                                   |                                                   |                                                   |                                                                                        |  |  |
|                                  |                                                   |                                                   |                                                   |                                                                                        |  |  |

| 6 de agosto de 2020   | Beijing Ducks                         | 90–86                                 | Guangdong Southern Tigers             |                                                                                             |  |  |
| 20:00                 | Parciales: 14–18, 28–27, 23–23, 25–18 | Parciales: 14–18, 28–27, 23–23, 25–18 | Parciales: 14–18, 28–27, 23–23, 25–18 |                                                                                             |  |  |
|                       |                                       | Reporte                               |                                       | Pabellón: Qingdao Guoxin Gymnasium, Qingdao Árbitros: Xia Chun, Song Xiaojing, Cui Zhexiong |  |  |
| Series empatadas, 1-1 |                                       |                                       |                                       |                                                                                             |  |  |
|                       |                                       |                                       |                                       |                                                                                             |  |  |

| 8 de agosto de 2020            | Guangdong Southern Tigers             | 88–85                                 | Beijing Ducks                         |                                                                                            |  |  |
| 20:00                          | Parciales: 16–13, 21–24, 26–20, 25–28 | Parciales: 16–13, 21–24, 26–20, 25–28 | Parciales: 16–13, 21–24, 26–20, 25–28 |                                                                                            |  |  |
|                                |                                       | Reporte                               |                                       | Pabellón: Qingdao Guoxin Gymnasium, Qingdao Árbitros: Xia Chun, Song Xiaojing, Li Chengxin |  |  |
| Guangdong gana las series, 2-1 |                                       |                                       |                                       |                                                                                            |  |  |
|                                |                                       |                                       |                                       |                                                                                            |  |  |

#### (2) Xinjiang Flying Tigers vs. (3) Liaoning Flying Leopards
| 5 de agosto de 2020             | Xinjiang Flying Tigers                | 88–116                                | Liaoning Flying Leopards              |                                                                                 |  |  |
| 20:00                           | Parciales: 24–34, 24–25, 20–36, 20–21 | Parciales: 24–34, 24–25, 20–36, 20–21 | Parciales: 24–34, 24–25, 20–36, 20–21 |                                                                                 |  |  |
|                                 |                                       | Reporte                               |                                       | Pabellón: Qingdao Guoxin Gymnasium, Qingdao Árbitros: Duan Zhu, Yan Jun, Ye Nan |  |  |
| Liaoning lidera las series, 1–0 |                                       |                                       |                                       |                                                                                 |  |  |
|                                 |                                       |                                       |                                       |                                                                                 |  |  |

| 7 de agosto de 2020           | Liaoning Flying Leopards              | 119–113                               | Xinjiang Flying Tigers                |                                                                                  |  |  |
| 20:00                         | Parciales: 22–33, 40–22, 29–34, 28–24 | Parciales: 22–33, 40–22, 29–34, 28–24 | Parciales: 22–33, 40–22, 29–34, 28–24 |                                                                                  |  |  |
|                               |                                       | Reporte                               |                                       | Pabellón: Qingdao Guoxin Gymnasium, Qingdao Árbitros: Yan Jun, Duan Zhu, Guo Nan |  |  |
| Liaoning gana las series, 2–0 |                                       |                                       |                                       |                                                                                  |  |  |
|                               |                                       |                                       |                                       |                                                                                  |  |  |

### Finales

#### (1) Guangdong Southern Tigers vs. (3) Liaoning Flying Leopards
| 11 de agosto de 2020             | Guangdong Southern Tigers             | 110–88                                | Liaoning Flying Leopards              |                                                                                 |  |  |
| 20:00                            | Parciales: 25–24, 30–26, 25–23, 30–15 | Parciales: 25–24, 30–26, 25–23, 30–15 | Parciales: 25–24, 30–26, 25–23, 30–15 |                                                                                 |  |  |
|                                  |                                       | Reporte                               |                                       | Pabellón: Qingdao Guoxin Gymnasium, Qingdao Árbitros: Yan Jun, Duan Zhu, Ye Nan |  |  |
| Guangdong lidera las series, 1–0 |                                       |                                       |                                       |                                                                                 |  |  |
|                                  |                                       |                                       |                                       |                                                                                 |  |  |

| 13 de agosto de 2020  | Liaoning Flying Leopards              | 115–113                               | Guangdong Southern Tigers             |                                                                                          |  |  |
| 20:00                 | Parciales: 34–38, 24–28, 23–27, 34–20 | Parciales: 34–38, 24–28, 23–27, 34–20 | Parciales: 34–38, 24–28, 23–27, 34–20 |                                                                                          |  |  |
|                       |                                       | Reporte                               |                                       | Pabellón: Qingdao Guoxin Gymnasium, Qingdao Árbitros: Xia Chun, Liang Bin, Yang Hongfeng |  |  |
| Series empatadas, 1–1 |                                       |                                       |                                       |                                                                                          |  |  |
|                       |                                       |                                       |                                       |                                                                                          |  |  |

| 15 de agosto de 2020           | Guangdong Southern Tigers             | 123–115                               | Liaoning Flying Leopards              |                                                                                 |  |  |
| 20:00                          | Parciales: 26–29, 28–18, 41–39, 28–29 | Parciales: 26–29, 28–18, 41–39, 28–29 | Parciales: 26–29, 28–18, 41–39, 28–29 |                                                                                 |  |  |
|                                |                                       | Reporte                               |                                       | Pabellón: Qingdao Guoxin Gymnasium, Qingdao Árbitros: Duan Zhu, Yan Jun, Ye Nan |  |  |
| Guangdong gana las series, 2–1 |                                       |                                       |                                       |                                                                                 |  |  |
|                                |                                       |                                       |                                       |                                                                                 |  |  |